# Siegfried F. Erdmann
Siegfried F. Erdmann (* 7. Mai 1916 in Berlin; † 3. Oktober 2002 in Pijnacker) war Fachmann für Überschall-Aerodynamik und Sensortechnik sowie ordentlicher Professor an der Technischen Hochschule Delft.

## Leben
Nach dem Abitur am Hohenzollern Realgymnasium in Berlin im Jahre 1934 studierte Erdmann Experimentelle Physik und Hochfrequenztechnik an der Technischen Universität Berlin. Seine Diplomarbeit behandelte die Erzeugung extrem kurzer Rechteckimpulse in Geräten zur Entfernungsmessung (1939). Ab Oktober 1939 bis Kriegsende war Erdmann zunächst Mitarbeiter am Aerodynamischen Institut der Heeresversuchsanstalt Peenemünde, die gerade unter der Leitung von Wernher von Braun aufgebaut wurde. Bald wurde er zum Leiter der Hauptgruppe „Grundlagenforschung und spezielles Messwesen“ ernannt. Sein Spezialgebiet waren Druckverteilungsmessungen mittels Anbohrungen bei Überschallgeschwindigkeiten. Zwei Anwendungsbereiche standen im Vordergrund: (a) Projekt „Wasserfall“, das Entwicklung und Bau einer ferngelenkten, Flugabwehrrakete betraf, die mit dreifacher Schallgeschwindigkeit vom Boden aus entlang einem Leitstrahl geführt werden sollte, und (b) ein langfristiges Projekt einer zweistufigen Rakete mit interkontinentaler Reichweite und maximal zehnfacher Schallgeschwindigkeit. Der dafür notwendige große „Superschallwindkanal“ war noch zu bauen. Erdmann war für die Messtechnik im Hyperschallbereich zuständig. Ab Juli 1944 bis zum Ende des Krieges wurden Teile der Entwicklung des Windkanals von Peenemünde nach Kochel am See ausgelagert. Das Ende des Krieges erlebte Erdmann mit seiner Familie in dem niedersächsischen Dorf Müden-Dieckhorst.
In den ersten Nachkriegsmonaten versuchten die Alliierten, an den deutschen Spezialkenntnissen auf wissenschaftlichen und technischen Gebieten teilzuhaben. Erdmann wurde daraufhin, wie viele andere deutsche Wissenschaftler und Ingenieure, im britischen „Interrogation Camp“ in Wimbledon-Hampstead nach Einzelheiten befragt. Dort traf er Wernher von Braun wieder, der sich für ihn einsetzte. Gegen Ende Januar 1946 erhielt er eine Einladung von dem niederländischen Luftfahrtlaboratorium NLL – heute bekannt unter dem Namen Nationaal Lucht- en Ruimtevaartlaboratorium (NLR) –, am Aufbau eines niederländischen Windkanals mitzuhelfen. Hier wurde erstmals in Europa sechsfache Schallgeschwindigkeit in einem Windkanal erreicht.
1951 promovierte er bei Josef Meixner, Alexander Naumann und Hubert Schardin über neue Methoden zur Sichtbarmachung von Luftströmungen, zum Dr.-Ing. der Universität Aachen. Kurz zuvor war er zum Flugtechnischen Institut der KTH Stockholm gewechselt, wo er beinahe fünf Jahre blieb und Leiter der dortigen Überschallwindkanalanlagen wurde. 1954, zurück in den Niederlanden, übernahm er die Leitung der Abteilung Gasdynamik. Hier konnten erstmals die erforderlichen Tests im Hypersonic-Bereich für die ELDO-Rakete und das europäische Überschallverkehrsflugzeug Concorde durchgeführt werden. Erdmanns umfassendes Wirken am NLL (seit 1961 NLR) wurde 2012 von Abraham Elsenaar ausführlich beschrieben und gewürdigt.
1960 wurde Erdmann die niederländische Staatsbürgerschaft verliehen, 1961 zum Außerordentlichen Professor an der Technischen Hochschule Delft und 1969 zum Ordentlichen Professor ernannt.
Die Ergebnisse seiner Arbeit, besonders die Methode von Oswatitsch und Erdmann zur näherungsweisen Berechnung von schräg angeblasenen Rotationskörpern, wurden bald international durch Vorträge auf GAMM- (REF) und AGARD-Tagungen bekannt, gefolgt von einer Reihe weiterer Veröffentlichungen.

## Schriften
- A survey of 10 years of NLR activities on ringwing-body configurations (1956–1966), NLR Amsterdam, 1967
- Deutsch Niederländische Odyssee im Anlauf der Raumfahrt, DUP Satellite, 2001, ISBN 90-407-2156-4